# Черниговский (Башкортостан)
Черни́говский (баш. Торай) — хутор в Кугарчинском районе Республики Башкортостан Российской Федерации. Входит в состав Тляумбетовского сельсовета.

## География

### Географическое положение
Расстояние до:
- районного центра (Мраково): 45 км,
- центра сельсовета (Таваканово): 8 км,
- ближайшей ж/д станции (Мелеуз): 71 км.

## Население
| 2002 | 2009 | 2010 |
| ---- | ---- | ---- |
| 66   | ↘64  | ↘61  |

### Национальный состав
Согласно переписи 2002 года, преобладающая национальность — башкиры (74 %).